# 贝尼霍法尔
贝尼霍法尔，是西班牙巴伦西亚自治区阿利坎特省的一个市镇。总面积4km2，总人口2297人（2001年），人口密度574人/km2。